# Ferdinand Verbiest
Ferdinand Verbiest (9. října 1623 – 28. ledna 1688 Peking) byl vlámský jezuita, misionář, teolog, matematik a astronom. Narodil se v západoflanderské obci Pittem. Byl vybrán do výpravy vyslané roku 1658 na misie do Číny. Je zřejmě prvním člověkem, který sestrojil historicky doložený parní vůz.

## Působení na pekingském císařském dvoře
Misijní působení Ferdinanda Verbiesta mělo být založené na snaze ukázat Číňanům, zvláště vzdělaným, možnosti evropské vědy, a tudíž jim dokázat, že evropské vědění je nadřazené i vyspělým čínským poznatkům. Ferdinand Verbiest byl pro tuto úlohu skvěle připraven vynikajícím jezuitským školstvím a na čínském císařském dvoře se mu brzy podařilo získat přízeň císaře, a to svým technickým talentem - vyráběl hračky pro císařovy děti.

## Parní automobil
Jednou z jeho mechanických hraček byl i parní vozík, který skutečně sám jezdil, ale nikoliv poháněn parním strojem, ale spíše čímsi na způsob parní turbíny. Tento princip byl znám již od dob Héróna, alexandrijského učence. Moderní pokusy o rekonstrukci Verbiestova automobilu jsou postaveny převážně jako trojkolky s topeništěm a parním kotlem, z něhož je vedena pára do jediné trysky mířící na lopatky oběžného kola jakési primitivní turbíny. Ta pohání zadní kola. Datum postavení vozíku je udáváno na rok 1676.